# 독일어 시인 목록
아래는 독일어 시인 목록이다.

## ㄱ
- 게르하르트 하웁트만
- 게오르크 뷔히너
- 게오르크 카이저
- 게오르크 트라클
- 고트프리트 켈러
- 고트프리트 폰 슈트라스부르크
- 고트홀트 에프라임 레싱
- 귄터 그라스

## ㄴ
- 넬리 작스
- 노발리스

## ㄹ
- 라이너 마리아 릴케
- 루트비히 아힘 폰 아르님
- 루트비히 티크
- 리하르트 데멜

## ㅁ
- 마르틴 루터
- 마르틴 오피츠
- 마티아스 클라우디우스
- 막스 프리슈
- 발터 하젠클레버

## ㅂ
- 베르톨트 브레히트
- 베티나 폰 아르님
- 볼프 비어만
- 볼프강 보르헤르트
- 볼프람 폰 에셴바흐
- 빌헬름 뮐러
- 빌헬름 하우프

## ㅅ
- 슈테판 게오르게

## ㅇ
- 아네테 폰 드로스테휠스호프
- 아브라함 고트헬프 케스트너
- 아우구스트 하인리히 호프만 폰 팔러슬레벤
- 에두아르트 뫼리케
- 에른스트 모리츠 아른트
- 에른스트 윙거
- 에리히 케스트너
- 엘프리데 옐리네크
- 요제프 폰 아이헨도르프 남작
- 요한 고트프리트 헤르더
- 요한 네스트로이
- 요한 볼프강 폰 괴테
- 이반 골

## ㅈ
- 장 아르프

## ㅋ
- 콘라트 페르디난트 마이어
- 크리스타 볼프
- 크리스티안 프리드리히 헤벨
- 클레멘스 브렌타노

## ㅌ
- 탕크레트 도르스트
- 테오도어 폰타네
- 토마스 만
- 토마스 베른하르트
- 틸 린데만

## ㅍ
- 파울 요한 루트비히 폰 하이제
- 파울 첼란
- 파울 클레
- 페르디난트 라이문트
- 페터 학스
- 페터 한트케
- 프란츠 그릴파르처
- 프랑크 핀다이스
- 프리드리히 고틀리프 클로프슈토크
- 프리드리히 니체
- 프리드리히 실러
- 프리드리히 횔덜린

## ㅎ
- 하인리히 만
- 하인리히 폰 클라이스트
- 하인리히 하이네
- 한스 마그누스 엔첸스베르거
- 한스 작스
- 한스 카로사
- 헤르만 헤세
- 후고 폰 호프만스탈

## 같이 보기
- 시 (문학)
- 독일 문학